# Unsölds Eisbahn
Unsölds Eisbahn in München war die erste überdachte künstliche Eisbahn in Deutschland. Sie wurde 1893 als Teil eines Fabrikkomplexes zur Herstellung von Stangeneis von Johann Felix Unsöld (1852–1931), Erfinder der Roheiserzeugung, erbaut und am 8. Februar 1893 eröffnet. Mit der Eisbahn konnten die Maschinen der Fabrik auch im Winter ausgelastet werden. Die Eisfläche selbst wurde mit einem Wasserschlauch erzeugt.

## Beschreibung
Die Eishalle war durch eine aufwändige Glasdachkonstruktion zwischen den Wohnhäusern überdacht. Die kleine Eisfläche von 15 mal 38 Metern war durch die Hauswände begrenzt. Auf Grund ihrer schachtelartigen Konstruktion wurde die Eisbahn im Volksmund als Schachterleis bezeichnet. Schlittschuhe konnten entliehen werden, es wurden Eislaufkurse angeboten und es gab eine Beschallungsanlage, die über einen Plattenspieler versorgt wurde, sonntags spielte sogar ein Orchester.
Die Eisbahn befand sich in der Galeriestraße im Stadtteil Lehel. Dieser Teil der Straße wurde 1970 in Unsöldstraße umbenannt; die Eisbahn befand sich auf dem Grundstück der heutigen Hausnummer 10. Unsöld hatte das Grundstück, auf dem zuvor eine Mühle stand, 1886 erworben.
Die Unsöldsche Eisbahn war Startpunkt für einige Eiskunstlauf-Karrieren, darunter die spätere Olympiasiegerin und Weltmeisterin Maxi Herber (verh. Baier) und Eiskunstlaufweltmeister Gilbert Fuchs.
Auch die ersten Eishockeymannschaften in München nutzten die Eisbahn. Das Schachterleis war mit 38 mal 15 Meter aber relativ klein und wurde daher nur selten für Eishockeyspiele benutzt – außer die Wetterbedingungen ließen Spiele an freier Luft nicht zu (zum Vergleich: das heutige olympische Maß für Eishockeyfelder beträgt 60 mal 30 Meter). Verschärft wurde die Enge dadurch, dass in den 1910ern Jahren noch sieben Feldspieler (heute fünf) pro Mannschaft auf dem Feld standen. Trotzdem wurde vom 25. bis 27. Januar 1913 die vierte Eishockey-Europameisterschaft mit vier Mannschaften auf der Unsöldschen Eisbahn ausgetragen. Gleichzeitig fand auch noch die Vorrunde Süd der Deutschen Meisterschaft im Schachterleis statt. Der Vizepräsident des Österreichischen Eishockeyverbands Müller schrieb nach der Veranstaltung:

„Ich war überrascht, als ich die Stätte erblickte, auf der die Europa-Meisterschaft im Eishockey stattfinden sollte. Münchens Kunsteisbahn kann wohl einer geringen Menge von (?)bummlern genügen, aber zur Austragung sportlicher Wettkämpfe oder Konkurrenzen ist sie nicht geeignet.“

Im Zweiten Weltkrieg wurde die Kunsteisbahn im Oktober 1943 durch Bomben zerstört. Ende 1949 wurde sie als offene Kunsteisbahn wieder eröffnet. Der Zugang erfolgte durch die Haustür des Gebäudes Galeriestraße 10 und den anschließenden schmalen Flur in die hinterhofartige schattige Eisbahn. Im Flur befand sich der kleine Schlittschuhverleih. Es gab dort eine einfache Beschallungsanlage – einen krächzenden Lautsprecher, aus dem Musik von einem Plattenspieler ertönte, der vom Eiswart bedient wurde. Dieser kassierte auch die Eintrittsgebühr und verlieh Schlittschuhe. Die Bande waren die Häuserwände. Am 21. Januar 1960 wurde die Eisbahn geschlossen und die Gebäude wurden 1961 abgerissen. Die zuvor nur noch schwach besuchte Kunsteisbahn war unrentabel geworden, insbesondere auch durch das 1933 eröffnete Prinzregentenstadion. 1962 wurde mit dem Weststadion in Pasing eine weitere neue, großzügige Eisbahn eröffnet. 1967 folgte das Olympia-Eissportzentrum.

## Weblink
- Website der Flx. Unsöld oHG (Hausverwaltung), mit Bildern der Eisbahn und der Fabrik